# Northgard
Northgard — французька відеогра в жанрі стратегії в реальному часі про скандинавські міфи й легенди, розроблена та випущена студією Shiro Games у 2017 році для Microsoft Windows, macOS і Linux.

## Ігровий процес
Northgard — стратегічна гра в реальному часі, тобто час неможливо ані прискорити, ані сповільнити. Перед гравцем постає вибір між 13 кланами, котрі якісно відрізняються одна від одної характеристиками. Після того, як вибір було зроблено, гравець починає з клаптика землі з декількома жителями села, з деякою кількістю деревини, їжі та крон. Гравцеві належить почати будувати будівлі, серед них: хатинки лісорубів, оселі, тренувальні табори тощо, завойовувати додаткові клаптики місцевості та взаємодіяти з ворогами, щоб досягти однієї з 5 умов перемоги, що запропоновані в грі.

## Нагороди
Northgard загалом отримав позитивний рейтинг 81 % на GameRankings на основі 4 відгуків і 80 % на Metacritic на основі 14 відгуків.
У вересні 2020 року компанія оголосила, що було продано 2 мільйони копій.